# AMC (Magyarország)
Az AMC Magyarország (American Movie Classics) az azonos nevű amerikai kábelcsatorna magyar változata.

## Története

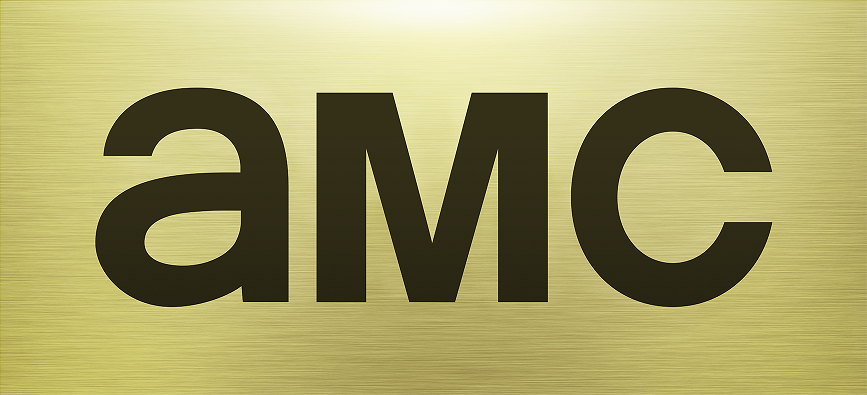
A 2014-2016 között használt logó

A 2016-2020 között használt logó

Az AMC Networks 2014. augusztus 4-én jelentette be, hogy MGM csatornáját újrapozicionálja „AMC” néven. A rebrand az Észak-Amerikán kívüli forgalmazás első lépését jelentette az AMC számára, mely a televíziózás egyik legnépszerűbb és legdíjazottabb márkája.
Magyarországon az MGM helyén 2014. november 5-én 06:00-kor indult el a Tiszta őrület című filmmel.
Az AMC helyi csatornái 2014 vége felé kerültek bevezetésre Európa, Latin-Amerika, Ázsia, Afrika és a Közel-Kelet kulcsfontosságú kábel és műholdas platformjain. A csatornákat AMC VOD, HD és „TV everywhere” szolgáltatások is kísérik majd a jövőben.

## Műsorkínálata
Az AMC olyan sorozataival lett népszerű és kritikailag is díjazott, mint a Breaking Bad – Totál szívás, a Mad Men – Reklámőrültek, a The Walking Dead, a Gyilkosság, a Rubicon, a Hell on Wheels vagy a Low Winter Sun. A csatornának bőven akadna még bemutatni való darab. Ezen próbált meg segíteni ez az új csatorna, hiszen rögtön két újdonsággal is jelentkezett.
Az egyik a Halt and Catch Fire – CTRL nélkül című sorozat, amit 2014 júniusában mutattak be az USA-ban. Eddig 10 epizódja készült, de már a második évadát is berendelték. A magyar premierje november 5-én, szerdán 22:00-kor volt.
A másik pedig a The Divide – Az ítélet ára. Ez utóbbi abból a szempontból kakukktojás, hogy odakint a WE tv-n volt látható 2014 júliusa óta. A 8 részes első szezont november 6-án, csütörtökön 22:00-kor mutatták be.
A sorozatokon kívül elsősorban filmeket is tűz műsorára, köztük az MGM, a Paramount, a Sony Pictures és a Universal gyűjteményeiből válogatva. Többek között a Hőhullám, Az időcsavar, a Gyilkos törvény, a Priscilla, a sivatag királynője, valamint A téboly börtöne című alkotásokkal kedveskedik a csatorna. Ugyanakkor műsorra kerül néhány Walt Disney Pictures és Warner Bros. produkció is. Például: Esti mesék, Megint 17, Rontó Ralph, Star Wars: A klónok háborúja, Végtelen történet.
Az idehaza a harmadik évadig jutott Totál szívást az AMC is műsorára tűzte, míg a The Walking Dead a FOX-nál maradt (a 9. évadtól az RTL Spike vitte tovább a 10. évad 16. részéig, a csatorna megszűnéséig), a Mad Men – Reklámőrültek pedig a Dunán folytatódott tovább.

## Arculata
A csatorna az indulása óta (az elődjéhez hasonlóan) csak a 18-as karikát használja a 22:00 utáni filmek alatt.
A csatorna első arculatát a Troika Design Group tervezte, amely az USA-ban 2013-ban debütált. 2016 augusztusában váltott először arculatot.
2019-ben a második arculatváltás fokozatosan történt meg: 2019 tavaszán ajánlógrafikát, 2019. november 7-én arculatot, 2020 januárjában filmvége arculatot, on-screen logót és műsoron belüli grafikát váltott. Az arculat tervezője a Trollbäck & Company volt.
2020. december 10-től a DIGI kínálatában bekerült a csatorna HD változata (a Filmcaféval és a TV Paprikával együtt).
2021. február 1-jén a csatorna megkapta a jelenlegi arculatot, melyet a Red Bee Creative tervezett, ezzel egyidőben a képernyőlogó átlátszósága 100%-os lett.
A csatorna hangja 2014-től 2021-es haláláig Vass Gábor, utána 2021 februárjáig Bozsó Péter (a Spektrum hangja, aki azokat az ajánlókat narrálta, amit Vass Gábor - halála miatt - már nem tudott felmondani), 2021-től 2024-ig Balázs Olivér volt. Jelenlegi csatornahangja Nagy Sándor.
A csatorna reklámidejét 2017. január 1-től az RTL Saleshouse értékesíti, korábban az Atmedia látta el ezt a feladatot.
A csatorna eredetileg 2020. január 1-től kikerült volna a DIGI kínálatából a médiavállalat többi csatornájával együtt, de még az utolsó pillanatban sikerült megállapodni, így továbbra is elérhető maradt.
A csatorna logójában látható "AMC" felirat  2014-2019 között egy téglában, míg a 2019-es arculatváltás óta egy 16:9-es képű keretben látható.

## Sorozatok

### Jelenlegi
- Fargo
- The Walking Dead: Daryl Dixon
- The Walking Dead: Dead City
- Megszállottak viadala

### Befejezett
- 12 majom
- Arkangyal
- Az ifjú fáraó
- A Lyoko Kód – Evolúció
- Better Call Saul
- Breaking Bad – Totál szívás
- Eltűntnek nyilvánítva
- Fejvadászok
- A Hatfield-McCoy viszály
- Halt and Catch Fire – CTRL nélkül
- Humans
- Into the Badlans
- Kemény motorosok
- Kiválasztva
- Preacher
- Titkok és hazugságok
- A túsztárgyaló
- Talking Dead – Fear Edition
- The Divide – Az ítélet ára
- The Walking Dead
- Fear the Walking Dead
- The Walking Dead: The Ones Who Live
- The Night Manager